# NGC 1267

NGC 1267

إن جي سي 1267 (بالفرنسية: NGC 1267)‏ التي يرمز لها بالرمز NGC 1267، هي مجرة، في كوكبة حامل رأس الغول.

## الاكتشاف
اكتشفت في 14 فبراير 1863، بواسطة Heinrich Louis d'Arrest.